# Luci lontane
Pour plus de détails, voir Fiche technique et Distribution.
Luci lontane est un film italien réalisé par Aurelio Chiesa (it) et sorti en 1987. Il s'agit d'une adaptation du roman Venivano dalle stelle de Giuseppe Pederiali (it) paru chez Campironi Editore en 1974,,.

## Synopsis
Dans un village isolé de Romagne, Bernardo, un homme veuf depuis quelques jours doit s'occuper de son fils de douze ans. Un jour, son fils lui raconte avoir rencontré sa mère qui lui a donné la chaîne qu'elle portait autour du cou lors de son enterrement. Bernardo refuse de le croire, jusqu'au moment où lui-même aperçoit une apparition de sa femme décédée bien vivante. Passablement troublé, il demande à faire rouvrir son cercueil qu'il se révèle être vide. Pendant ce temps, de nombreux autres habitants de la région commencent de même à voir des personnes décédées...

## Fiche technique
Sauf indication contraire, les informations mentionnées dans cette section peuvent être confirmées par la base de données cinématographiques IMDb,  présente dans la section « Liens externes ».
- Titre original et français : Luci lontane[4] (litt. « Lueurs lointaines »)
- Réalisateur : Aurelio Chiesa (it)
- Scénario : Aurelio Chiesa (it), Roberto Lerici (it), Roberto Leoni d'après Giuseppe Pederiali (it)
- Photographie : Renato Tafuri
- Montage : Anna Napoli
- Musique : Angelo Branduardi
- Décors : Andrea Crisanti
- Costumes : Beatrice Bordone
- Production : Claudio Argento
- Sociétés de production : Produzioni Intersound, Reteitalia
- Pays de production :  Italie
- Langue originale : italien
- Format : Couleurs - Son Dolby
- Durée : 90 minutes[4]
- Genre : Science-fiction horrifique
- Dates de sortie :
  - France : 19 mai 1987 (Festival de Cannes 1987)
  - Italie : 28 juillet 1987

## Distribution
- Tomas Milian : Bernardo Bernardi
- Laura Morante : Renata
- William Berger : Docteur Montanari
- Giacomo Piperno : L'inspecteur de police
- Susanna Martinková : Silvia Bernardi
- Mirella Falco : Maria
- David Flosi : Giuliano
- Loredana Romito : Franca
- Alberto Capone : Filippetti
- Isabelle Illiers : Paola
- Clara Colosimo : La femme de Tonino
- Salvatore Jacono : Tonino
- Alvaro Gradella : Un agent de police
- Any Cerreto : La mère de Bucci
- Bettina Ciampolini : Giulia Montanari
- Franco Pistoni : Bucci
- Gina Stag : La femme âgée dans la maison de Tonino